# Rinaldo Capello
Rinaldo 'Dindo' Capello (1964. június 17. –) olasz autóversenyző, pályafutása alatt a hosszútávú pályaversenyeken ért el jelentős sikereket.

## Pályafutása
2003-ban a Bentley alakulatával, Tom Kristensen és Guy Smith társaként megnyerte a Le Mans-i 24 órás autóversenyt. 2004-ben már újra az Audi csapatban állt rajthoz, és Kristensennel, valamint Ara Szeidzsivel egy autóban megvédte címét. 2008-ban is győzni tudott. Ezúttal is Kristennel egy autóban indult, harmadik versenyző pedig a skót Allan McNish volt.
Négy alkalommal (2001-ben, 2002-ben, 2006-ban és 2009-ben) győzött a Sebringi 12 órás versenyen. Ő tartja a rekordot a legtöbb győzelmek tekintetében a Petit Le Mans-on. Capello a 2000-es, 2002-es-os, 2006, 2007-es és a 2008-as futamon volt első.
2013-ban már nem indult a Le Mans-i 24 órás versenyen.

## Sikerei
- Le Mans-i 24 órás autóverseny
  - Győzelem: 2004, 2005, 2008,
  - Második: 2001, 2002
  - Harmadik: 2000, 2006, 2009
- Sebringi 12 órás verseny
  - Győzelem: 2001, 2002, 2006, 2009,

## Eredményei

### Le Mans-i 24 órás autóverseny
| Év   | Csapat                    | Autó                    | Csapattárs          | Csapattárs     | Helyezés | Kiesés oka |
| ---- | ------------------------- | ----------------------- | ------------------- | -------------- | -------- | ---------- |
| 1998 | Gulf Team Davidoff        | McLaren F1 GTR          | Emanuele Pirro      | Thomas Bscher  | Kiesett  | Baleset    |
| 1999 | Audi Sport Jöst Racing    | Audi R8R                | Michele Alboreto    | Laurent Aïello | 4.       |            |
| 2000 | Audi Sport Team Jöst      | Audi R8                 | Michele Alboreto    | Christian Abt  | 3.       |            |
| 2001 | Audi Sport North America  | Audi R8                 | Christian Pescatori | Laurent Aïello | 2.       |            |
| 2002 | Audi Sport North America  | Audi R8                 | Christian Pescatori | Johnny Herbert | 2.       |            |
| 2003 | Team Bentley              | Bentley Speed 8         | Tom Kristensen      | Guy Smith      | Győzelem |            |
| 2004 | Audi Sport Japan Team Goh | Audi R8                 | Tom Kristensen      | Ara Szeidzsi   | Győzelem |            |
| 2006 | Audi Sport Team Jöst      | Audi R10 TDI            | Tom Kristensen      | Allan McNish   | 3.       |            |
| 2007 | Audi Sport North America  | Audi R10 TDI            | Tom Kristensen      | Allan McNish   | Kiesett  | Baleset    |
| 2008 | Audi Sport North America  | Audi R10 TDI            | Tom Kristensen      | Allan McNish   | Győzelem |            |
| 2009 | Audi Sport Team Jöst      | Audi R15 TDI            | Tom Kristensen      | Allan McNish   | 3.       |            |
| 2010 | Audi Sport Team Joest     | Audi R15 TDI            | Tom Kristensen      | Allan McNish   | 3.       |            |
| 2011 | Audi Sport North America  | Audi R18 TDI            | Tom Kristensen      | Allan McNish   | Kiesett  | Baleset    |
| 2012 | Audi Sport Team Joest     | Audi R18 e-tron quattro | Tom Kristensen      | Allan McNish   | 2.       |            |

## Külső hivatkozások
- Hivatalos honlapja